# 772. grenadirski polk (Wehrmacht)
772. grenadirski polk (izvirno nemško 772. Grenadier-Regiment; kratica 772. GR) je bil pehotni polk Heera v času druge svetovne vojne.

## Zgodovina
Polk je bil ustanovljen aprila 1945 na Norveškem za potrebe 702. pehotne divizije.